# ضريح وخانقاه الشيخ أبو إسحق
ضريح مير محمد أهرم (بالفارسية: آرامگاه میر محمد اهرم) هو ضريح وخانقاه تاريخي يعود إلى القاجاريون، ويقع في كازرون.